# Wolfe-Creek-Krater-Nationalpark
Der Wolfe-Creek-Krater liegt 145 km südlich von Halls Creek, Bundesstaat Western Australia, im australischen Outback am Rande der Great Sandy Desert. Der namensgebende Bach führt nur nach seltenen starken Regenfällen Wasser.
Während der fast kreisrunde Einschlagkrater mit einem Durchmesser von etwa 880 m den Aborigines seit langer Zeit bekannt war, wurde er von den Europäern erst im Juni 1947 aus der Luft entdeckt. Wolfe Creek ist nach dem Barringer-Krater in Arizona der größte Krater, von dem Meteoritenfragmente gefunden wurden. Der Erhaltungsgrad des nur teilweise durch Sandverwehungen begrabenen Kraters ist sehr gut.
1969 wurde der 15 km² umfassende Wolfe-Creek-Krater-Nationalpark (1.460 ha Fläche) gegründet.

## Geologie
Der Einschlag des Meteoriten ereignete sich etwa vor 300.000 Jahren im Pleistozän. Der Impaktkörper hatte eine Masse von etwa 50.000 t und schlug mit einer Geschwindigkeit von 15 km/s ein. Fragmente wurden noch in einer Entfernung von 4 km gefunden.
Auf den Kraterhängen sind kleinere Schieferfragmente aus Eisenoxid zu finden (shale-balls). Einige davon liegen lose auf dem Untergrund, andere sind in der Lateritdecke eingeschmolzen. Sie enthalten Eisen-Nickel und Eisenphosphid und sind die verrosteten Überreste des Eisenmeteorits. Der Eisenmeteorit ist vom Typ mittlerer Oktaedrit IIIAB.
Die Gegend, in die der Krater geformt wurde, besteht geologisch aus Quarzit, bedeckt mit Laterit. Durch den Impakt (Einschlag) wurde die Quarzitschicht umgeschichtet. Diese ist deutlich an der Innenseite des Kraterrandes sichtbar. Das Laterit, welches einst das Quarzitgestein bedeckte, ist an einigen Stellen als zwischen Quarzitschichten gefaltetes Gestein sichtbar.
Der Krater, der möglicherweise ursprünglich eine Tiefe von 120 m aufwies, wurde im Laufe der Zeit durch Verwehungen mit Sand und Gips aufgefüllt. Die heutige Tiefe vom Kraterrand aus gemessen beträgt etwa 50 m. Der Kraterrand erhebt sich etwa 25 m gegenüber der Umgebung.

## Mythologische Bedeutung
Die lokalen Aborigines, die Djaru, nennen den Krater Kandimalal. In der Traumzeit der Aborigines überquerten zwei Regenbogenschlangen die Wüste, welche die nahe gelegenen Bäche Sturt und den Wolfe formten. Eine der beiden Schlangen tauchte aus der Stelle des Kraters auf und gab diesem seine Form. Die Regenbogenschlange spielt in dem Schöpfungsgedanken der Aborigines eine zentrale Rolle.

## Infrastruktur
Der Krater ist erreichbar über den unbefestigten Tanami Track, die zentrale Verbindung zwischen Halls Creek und Alice Springs im Roten Herzen Australiens. Die Piste überquert zweimal den Wolfe Creek. Nach 118 km zweigt nach Osten ein rauer Seiten-Track über durch Gatter abgegrenztes Farmgelände zum Nationalpark ab (22 km). Die Rinder gehören zur nahen Sturt Creek Farm.
Zu den Einrichtungen der Nationalparkadministration gehören ein Informationsstand, ein Parkplatz sowie ca. 500 Meter vom Kraterrand ein schattenloser Campingplatz mit Toiletten.
Vom Parkplatz führt ein 200 m kurzer Steig in wenigen Minuten auf den Kraterrand. Die Umrundung des Kraters auf einer Strecke von 6 km ist ebenso möglich wie ein Abstieg in den Kratergrund, von dem die Nationalparkverwaltung indes wegen des losen Gesteins abrät.
Die gesamte Struktur und die Lage des Kraters ist nur aus der Luft zu erfassen; zu diesem Zweck werden von Halls Creek aus für Touristen Rundflüge angeboten.

## Flora und Fauna
In der Mitte des flachen sandigen Kratergrunds sammelt sich bei den seltenen starken Regenfällen Wasser, das bei seiner schnellen Verdunstung die gelösten Mineraliensalze hinterlässt. Nur wenige Pflanzenarten wie die Salzakazie (Acacia ampliceps) sowie das Kali-Salzkraut (Salsola kali) überleben diese Bedingungen. Außerhalb des versalzenen Zentrums gedeihen diverse Eukalypten- (Eucalyptus) und Myrtenheiden-Arten (Melaleuca), Mulla Mulla (Ptilotus exaltatus) aus der Familie der Fuchsschwanzgewächse sowie eine endemische Baumwollart (Gossypium australe).
Das Rote Riesenkänguru ist in der Tageshitze selten zu sehen. Auf dem lockeren Gestein des Kraterrands entdeckt man mit etwas Glück einen Ctenophorus caudicinctus, eine Echse mit dünnem gestreiftem Schwanz.

## Sonstiges
Eines der gefundenen Fragmente des Meteoriten mit der Bezeichnung Wolf Creek wurde 1947 gefunden und hatte ein Gewicht von 760 kg. Er ist stark verwittert und gilt als Typlokalität für die an diesem Meteoriten erstmals entdeckten Minerale Cassidyit, Pecorait und Reevesit.
Der Krater ist in etwas abgewandelter Form Namensgeber und zugleich Schauplatz für den australischen Horrorfilm Wolf Creek (2005) und dessen Sequel Wolf Creek 2 (2013). Diese Filme wurden allerdings, wenn sie auch einige Luftaufnahmen des echten Wolfe-Creek-Craters zeigen, in Südaustralien gedreht. Als Leichenfundort ist der Krater Schauplatz im Kriminalroman The Will Of The Tribe von Arthur W. Upfield.